# HD 175219
HD 175219，又名CD-4213761，SAO 229383、HR 7122，是一颗恒星，视星等为5.36，位于銀經353.85，銀緯-18.85，其B1900.0坐标为赤經18h 49m 9.4s，赤緯-42° -18.85′ 13″。